# 天津神社 (糸魚川市)
天津神社（あまつじんじゃ）は、新潟県糸魚川市一の宮にある神社。式内社論社で、越後国一宮を称する。旧社格は県社。

## 概要
景行天皇の時代の創建と伝えられ、孝徳天皇の勅願所であったと伝えられている。旧糸魚川町のうち、一の宮・押上・寺町・大町・七間町等の産土神として崇敬された、慶長16年（1611年）、江戸幕府から黒印地百石を寄進され、翌年朱印地に改められた。大正7年（1918年）に郷社に列し、後に県社に昇格した。
『延喜式神名帳』には式内社として「越後国頸城郡 大神社」が記載されているが、その論社に比定されている。また、境内社の奴奈川神社も式内社論社である。

## 祭神
- 中央：天津彦々火瓊々杵尊（あまつひこひこほににぎのみこと）
- 左：天児屋根命（あめのこやねのみこと）
- 右：太玉命（ふとだまのみこと）

## 境内

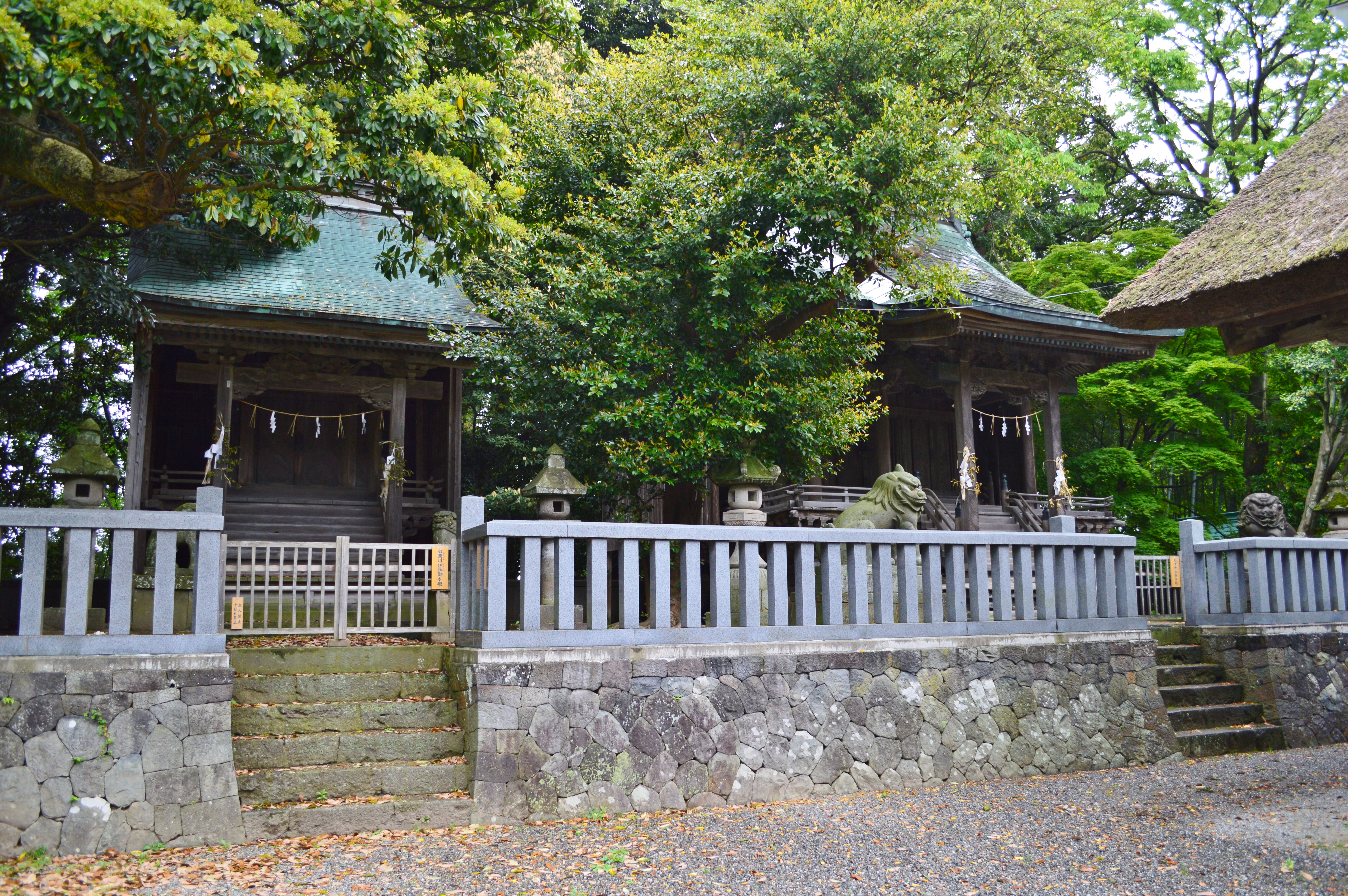
本殿（右奥）・奴奈川神社（左）
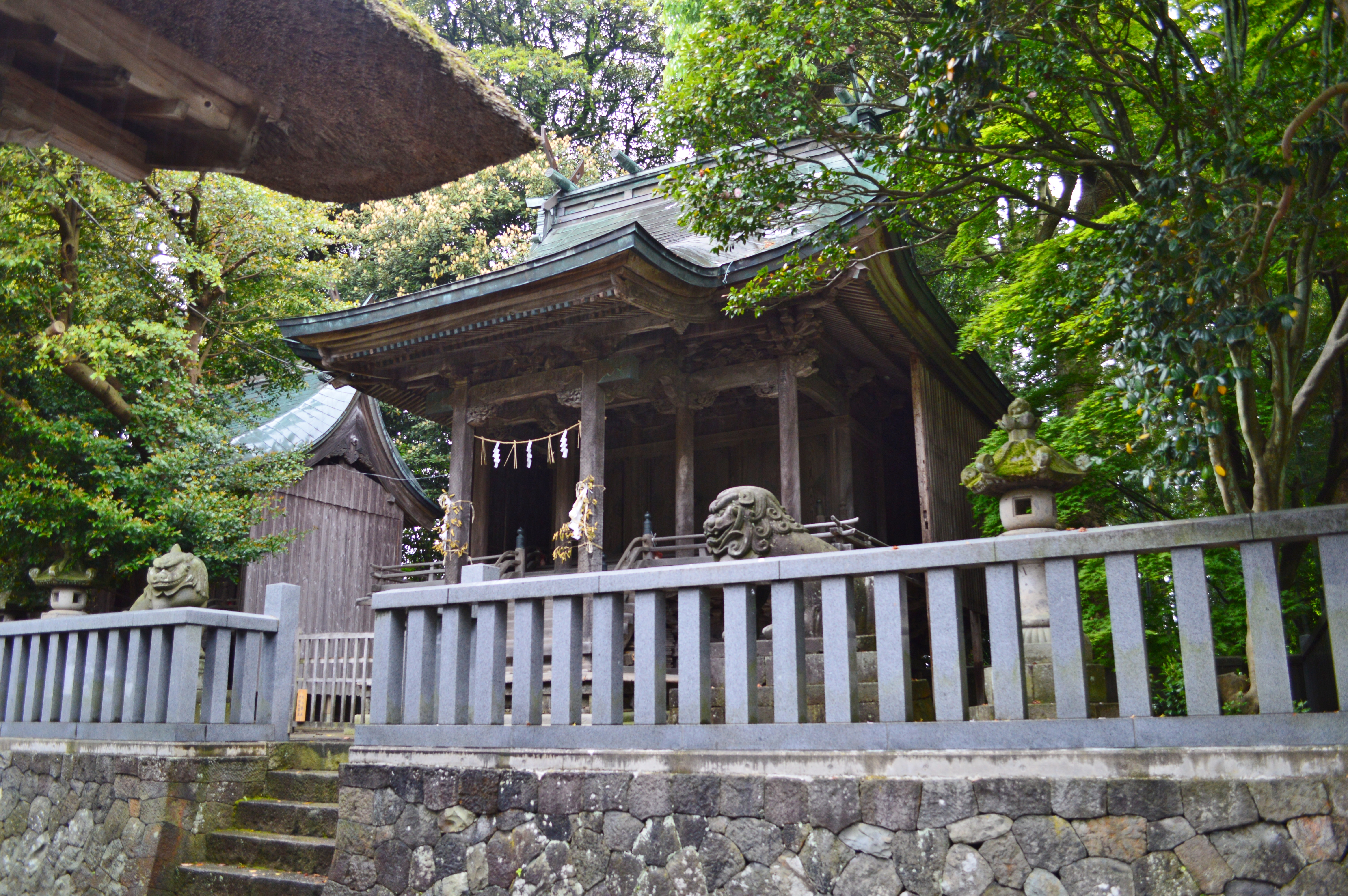
本殿（糸魚川市指定文化財）
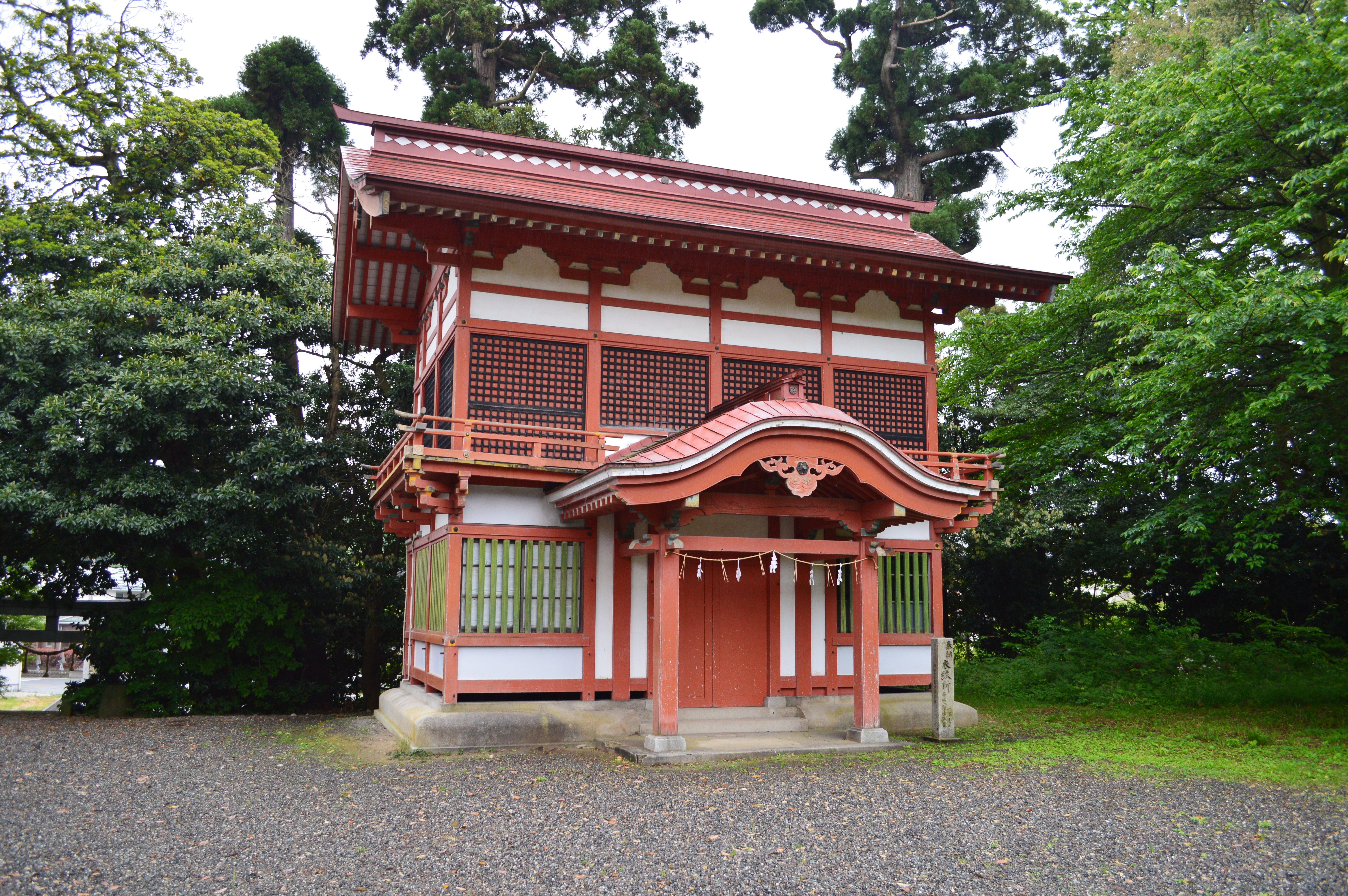
衣紋所
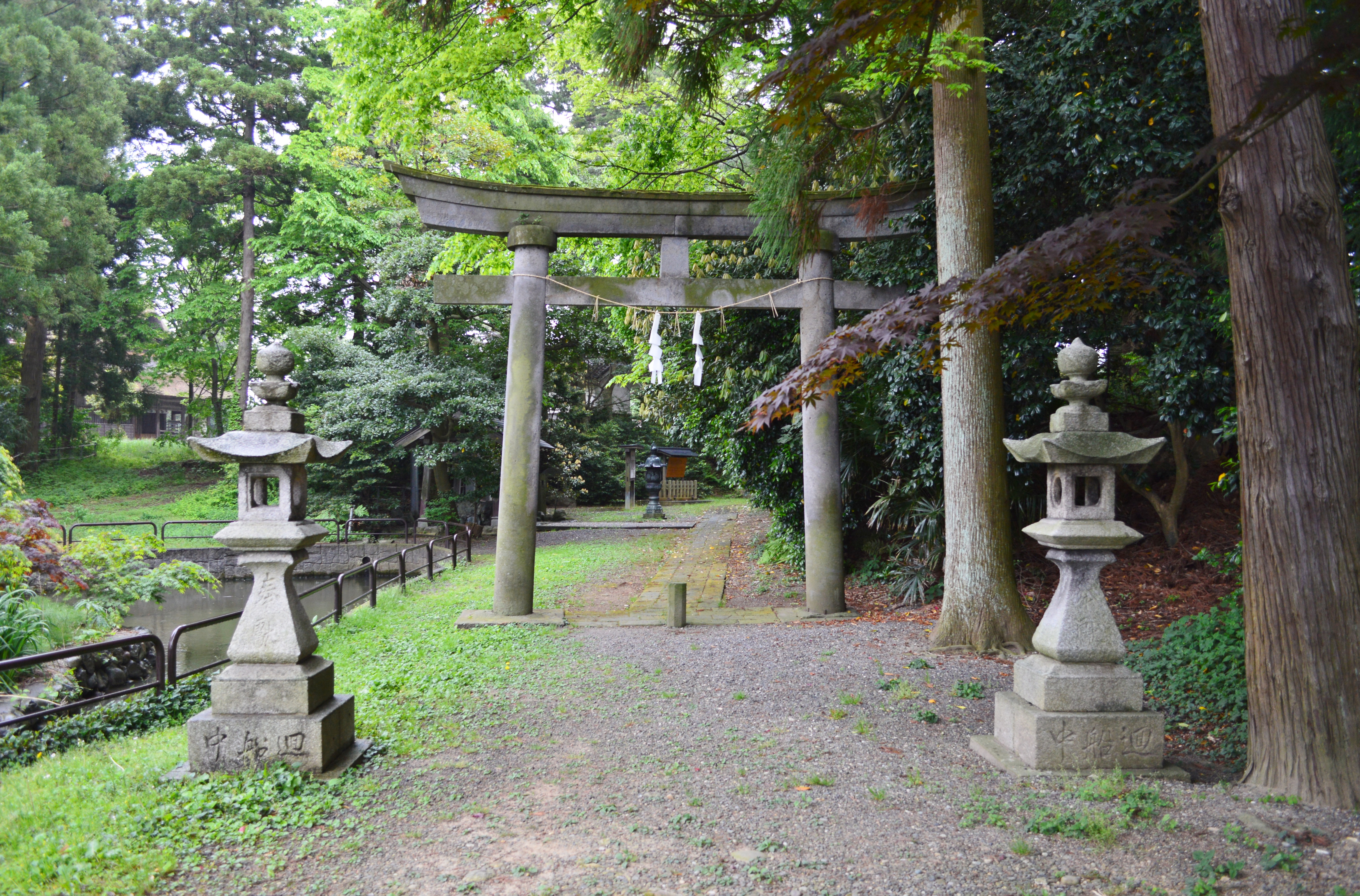
鳥居

## 摂末社

奴奈川神社

- 奴奈川神社
奴奈川姫命を主祭神とし、後に八千矛命（大国主）が合祀された。この一帯はかつて「沼川郷」と言い、そこに住んでいた奴奈川姫命の元を八千矛命が訪れたという話が日本神話（大国主の神話）にある。伝承では、両神の間の子が建御名方命であり、姫川を遡って信濃国に入りそこを開拓したという。
『延喜式神名帳』に頸城郡13座の一社として記載されている。「奴奈川神社」という名前の神社は当社の他にも頸城郡内に複数社あり、糸魚川市田伏南村の奴奈川神社（旧郷社）、糸魚川市大字能生宮の上の白山神社（旧郷社）も式内・奴奈川神社の論社となっている。

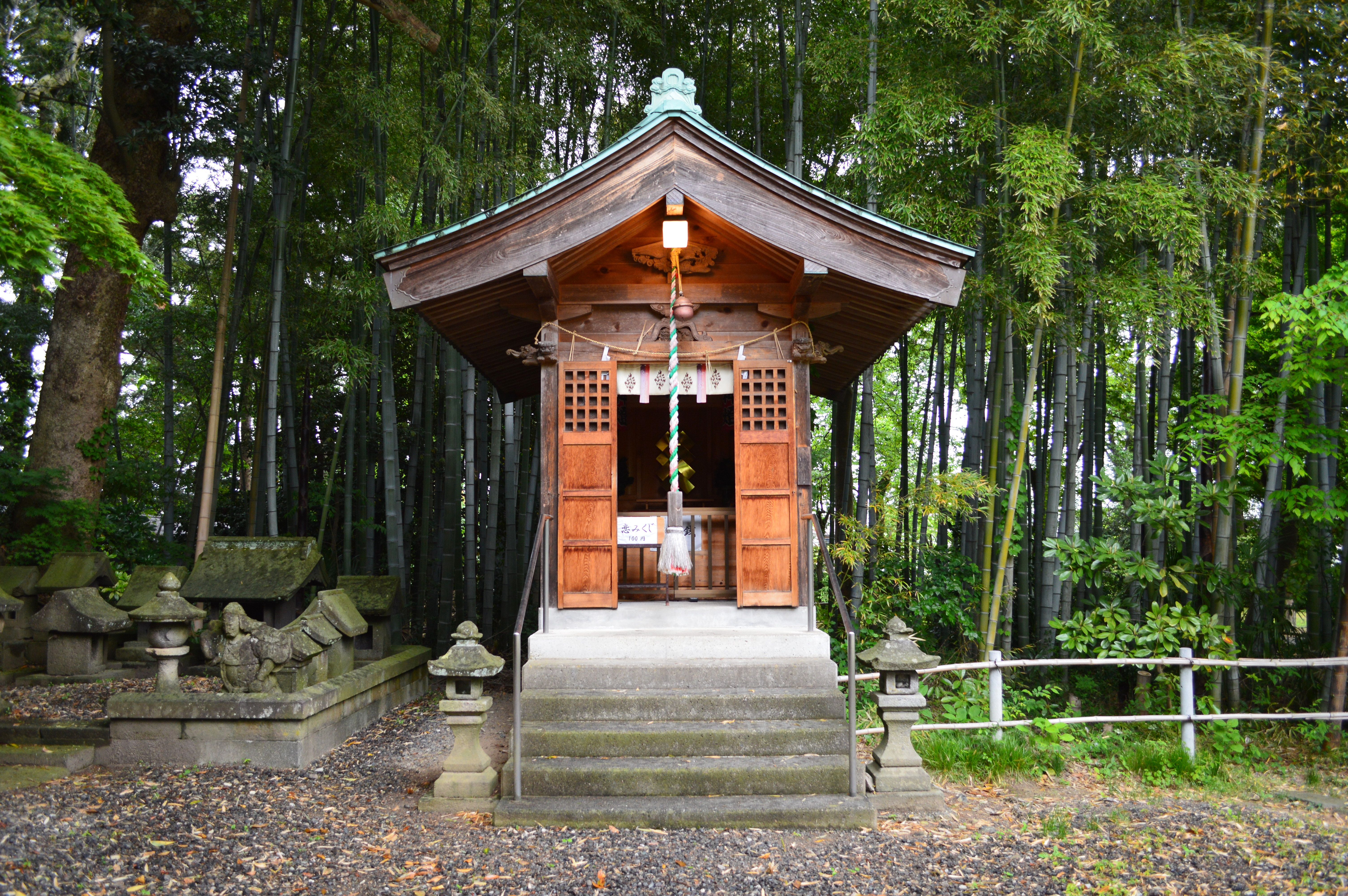
境内社

## 祭事
祭事としては舞楽が知られる（天津神社舞楽）。俗に「稚児の舞」と呼ばれ、4月の例祭で奉納される。

## 文化財

### 重要無形民俗文化財（国指定）
- 糸魚川・能生の舞楽 - 糸魚川の天津神社舞楽・能生の白山神社舞楽を包括。1980年（昭和55年）1月28日指定[1]。

### 新潟県指定文化財
- 有形文化財
  - 木造奴奈川姫神像（彫刻） - 平安時代後期の作。1954年（昭和29年）2月10日指定[2]。
  - 舞楽面 3面（附 舞楽面2面、稚児舞面3面）（彫刻） - 鎌倉時代後期-室町時代後期の作。1981年（昭和56年）3月27日指定[2]。
  - 木造女神坐像 3軀（彫刻） - 平安時代-鎌倉時代の作。1981年（昭和56年）3月27日指定[2]。

### 糸魚川市指定文化財
- 有形文化財
  - 天津神社本殿（建造物） - 1991年（平成3年）3月26日指定[3]。
  - 木造天津社随神像 2軀（彫刻） - 1972年（昭和47年）3月25日指定[3]。
  - 木造奴奈川社随神像 2軀（彫刻） - 1972年（昭和47年）3月25日指定[3]。
  - 石造如来形坐像（彫刻） - 1980年（昭和55年）4月22日指定[3]。
  - 天津社大懸仏 2面（工芸品） - 1973年（昭和48年）3月26日指定[3]。

## 現地情報
所在地
- 新潟県糸魚川市一の宮1-3-34

交通アクセス
- 鉄道：西日本旅客鉄道（JR西日本）・えちごトキめき鉄道 糸魚川駅（徒歩約10分）